# Capilla del Palacio de Versalles

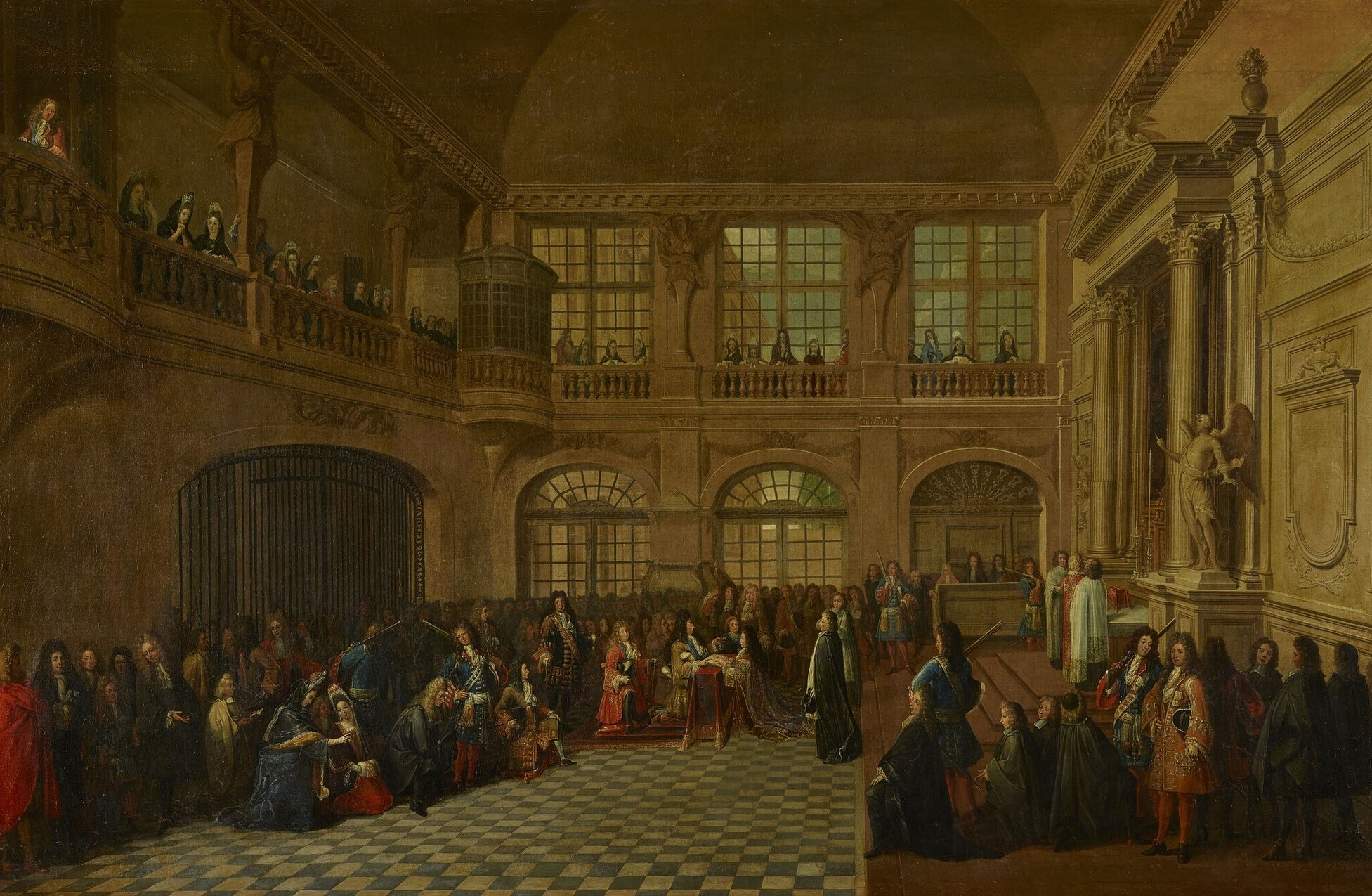
La cuarta capilla en 1695, en el cuadro Luis XIV recibe el juramento del Marqués de Dangeau.

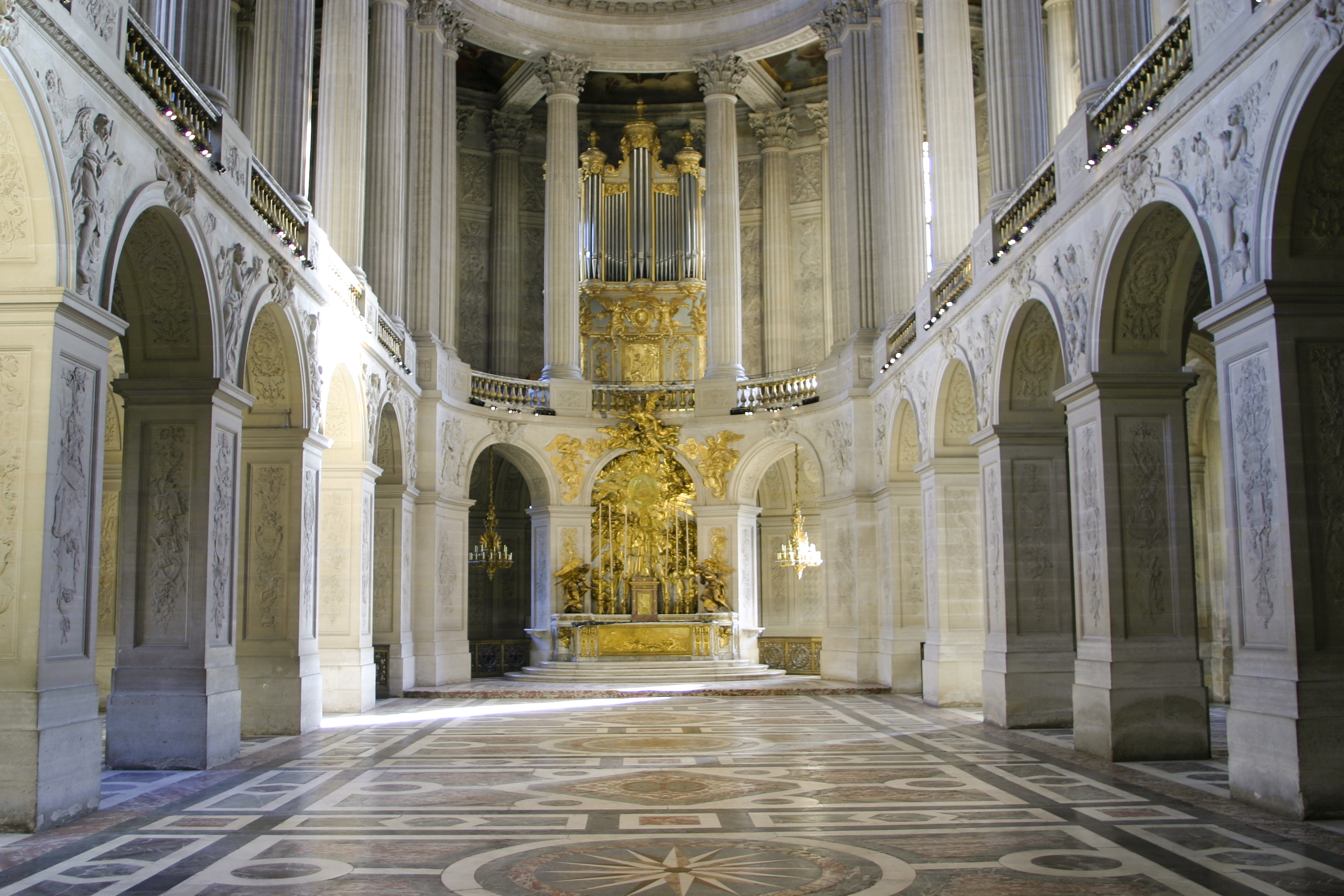
Altar de la capilla de Versalles. La capilla es uno de los espacios más importantes del palacio. En el piso superior estaba la tribuna real, donde el rey y otros miembros de la familia real oían misa.

La capilla del Palacio de Versalles es la capilla para uso del rey en el palacio de Versalles, la quinta en la historia del palacio. Esas capillas evolucionaron con la expansión del château y formaron el punto focal de la vida diaria de la corte durante el Antiguo Régimen (Bluche, 1986, 1991; Petitfils, 1995; Solnon, 1987).

## Historia de las capillas

### Primera capilla
La primera capilla del château data del tiempo de Luis XIII, y fue ubicada en un pabellón independiente en el lado noreste del château. Hoy en día, la basílica del pequeño apartamento del rey ocupa el espacio donde se encontraba la primera capilla. En esta capilla se encuentran dos niveles del modelo palatino, que fue tradicional en Francia. Las capillas sucesivas de Versalles mantienen este modelo. Esta capilla fue destruida en 1665 durante la construcción de la Gruta de Tetis. (Batifol, 1909, 1913; Kimball, 1944; Le Guillou, 1983, 1989; Marie, 1968; Verlet, 1985). 

### Segunda capilla
La segunda capilla fue creada durante la segunda campaña de construcción (1669-1672), cuando Luis Le Vau construyó el nuevo château. Cuando la nueva parte del palacio fue terminada, la capilla fue situada en el grand appartement de la reine y formó el colgante simétrico con el salon de Diane en el grand appartement du roi, o gran apartamento del rey. Esta capilla fue usada por la familia real y la corte hasta 1678 cuando fue construida una nueva y ésta fue convertida en la salle des gardes de la reine, o sala de guardias de la reina. (Félibien, 1674; Kimball, 1944; Le Guillou, 1983, 1989; Marie, 1972, 1976; Scudéry, 1669; Verlet, 1985). 

### Tercera capilla

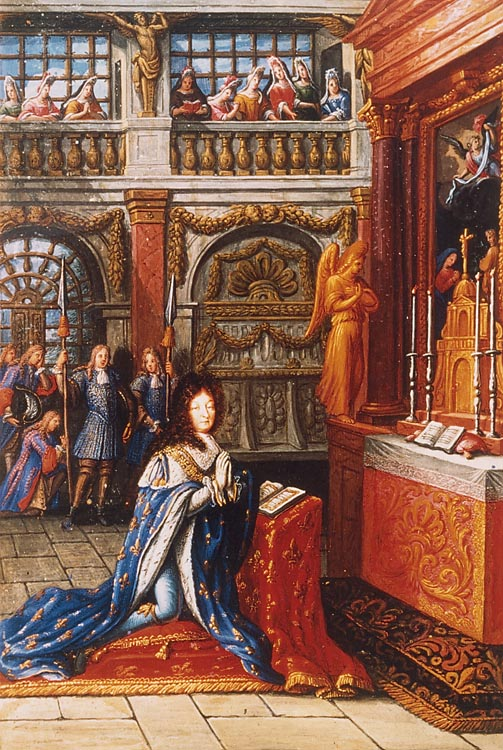
Luis XIV rezando en la capilla de 1682 (Heures de Louis le Grand, 1693, Bibliothèque nationale de France, ms. 9477, folio A verso).

Localizada junto a la salle des gardes de la reine, esta capilla sirvió para las necesidades de la vida en Versalles por un corto período de tiempo. Poco después de la construcción, Luis XIV la encontró inconveniente y poco práctica para sus necesidades y las de la corte, y la instaló oficialmente en Versalles en 1682. Ese mismo año, el cuarto fue convertido en las grande salles des gardes de la reine y una nueva capilla fue construida (Combes, 1681; Kimball, 1944; Le Guillou, 1983, 1989; Marie, 1972, 1976; Verlet, 1985). 

### Cuarta capilla
Con la construcción del aile du Nord, o ala norte, una nueva capilla fue construida. La construcción del aile du Nord requirió de la demolición de la Gruta de Tetis, sitio donde la nueva capilla fue creada en 1682. Cuando la cuarta capilla fue construida, el salón de la abundancia, que había servido como entrada del gabinete de medallas en el pequeño apartamento del rey, fue transformado en el vestíbulo de la capilla, llamado así ya que era del nivel superior de la capilla donde el rey y miembros seleccionados de la familia real escuchaban la misa diaria. Esta capilla permaneció en uso hasta 1710, y fue testigo de varios eventos importantes de la corte y la familia real durante el reinado de Luis XIV. Hoy en día, el salón de Hércules y el vestíbulo inferior ocupan ese espacio. (Félibien, 1703; Kimball, 1944; Le Guillou, 1983, 1989; Marie, 1972, 1976; Piganiole de la Force, 1701; Verlet, 1985).

### Quinta capilla
Como punto focal de Louis XIV, la quinta y última capilla del château de Versailles es una obra maestra sin reservas. Empezó su construcción en 1689, pero fueron interrumpidas debido a la guerra de la Liga de Augsburga. Jules Hardouin-Mansart reanudó la construcción en 1699. Hardouin-Mansart continuó trabajando en el proyecto hasta su muerte en 1708; en ese momento, su cuñado Robert de Cotte terminó el proyecto (Blondel, 1752-1756; Marie, 1972, 1976; Nolhac, 1912-1913; Verlet, 1985; Walton, 1993). Iba a convertirse en la mayor capilla real de Versalles, y en efecto solo la altura del abovedado fue suficiente para perturbar la persistente horizontalidad, que se presenta en la mayor parte del techo del palacio. El magnífico interior ha sido extensamente admirado al día presente y servido como inspiración para Luigi Vanvitelly cuando diseñó la capilla para el Palacio de Caserta (Defilippis, 1968). 
Dedicado a Saint Louis, santo patrón de los Borbones, la capilla fue consagrada en 1710. El modelo palatino es totalmente tradicional, sin embargo, la columnata corintia del nivel de la tribuna es de un estilo clásico que anticipa el neoclasicismo que evoluciona durante el siglo XVIII. El acceso al nivel de la tribuna es por un vestíbulo, conocido como el salón de la capilla, que fue construido al mismo tiempo que la capilla. El salón de la capilla está decorado con piedra blanca y una escultura en bajorrelieve que representa a Luis XIV cruzando el Rin, obra de Nicolás y Guillaume Coustou, forma el punto focal de la decoración del cuarto. (Nolhac, 1912-1913; Verlet, 1985; Walton, 1993).
El piso de la capilla contiene incrustaciones de mármol polícromo, y al pie de las escaleras que conducen al altar se encuentra el monograma coronado de un doble entrelazado ¨L¨ aludiendo a Saint Louis y Luis XIV (Nolhac, 1912-1913; Verlet, 1985; Walton, 1993). La decoración escultórica y las pinturas muestran dos temas: el viejo y nuevo testamento (Lighthart, 1997; Nolhac, 1912-1913; Sabatier, 1999; Verlet, 1985; Walton, 1993). El techo de la nave representa a Dios Padre en su gloria trayendo al mundo la promesa de la redención pintado por Antoine Coypel; la mitad del domo del ábside está decorado con La resurrección de Cristo por Charles de la Fosse; y, encima de la tribuna real, Descendimiento del Espíritu Santo sobre la Virgen y los Apóstoles (Nolhac, 1912-1913; Walton, 1993).

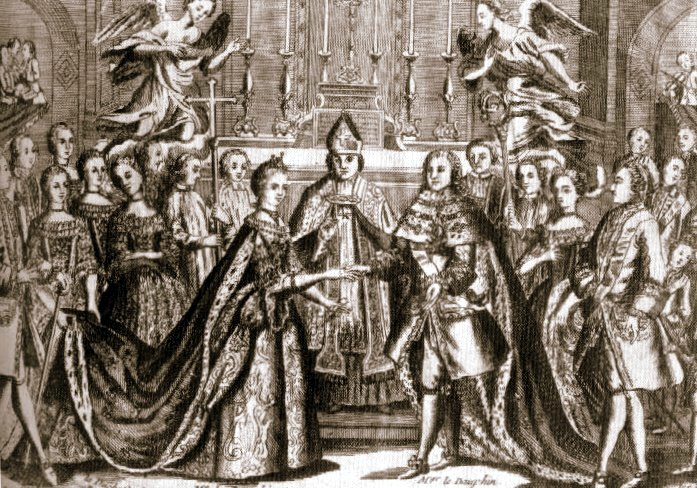
Grabado de la ceremonia de bodas entre María Antonieta de Austria y el futuro Luis XVI, casados en la capilla el 16 de mayo de 1770.

Durante el siglo XVIII, la capilla presenció varios eventos de la corte. Te Deums fueron cantados para celebrar las victorias militares y los nacimientos de los niños (Fils de France y fille de France) nacidos al rey y la reina; casamientos también fueron celebrados en esta capilla, como la boda del delfín de Francia, hijo de Luis XV, con la infanta María Teresa Rafaela de España el 23 de febrero de 1745 y la boda, el 16 de mayo de 1770, de Luis XVI de Francia con María Antonieta. Sin embargo, de todas las ceremonias realizadas en la capilla, las relacionadas con la Orden del Espíritu Santo estaban entre las más elaboradas. (Blondel, 1752-1756; Bluche, 2000; Boughton, 1986; Campan, 1823; Croÿ-Solre, 1906-1921; Hézuques, 1873; Luynes, 1860-1865; Nolhac, 1912-1913). La capilla fue desconsagrada en el siglo XIX y desde entonces ha servido como un lugar para el estado y eventos privados. Conciertos musicales han sido realizados en la capilla de Versalles.

#### Órgano

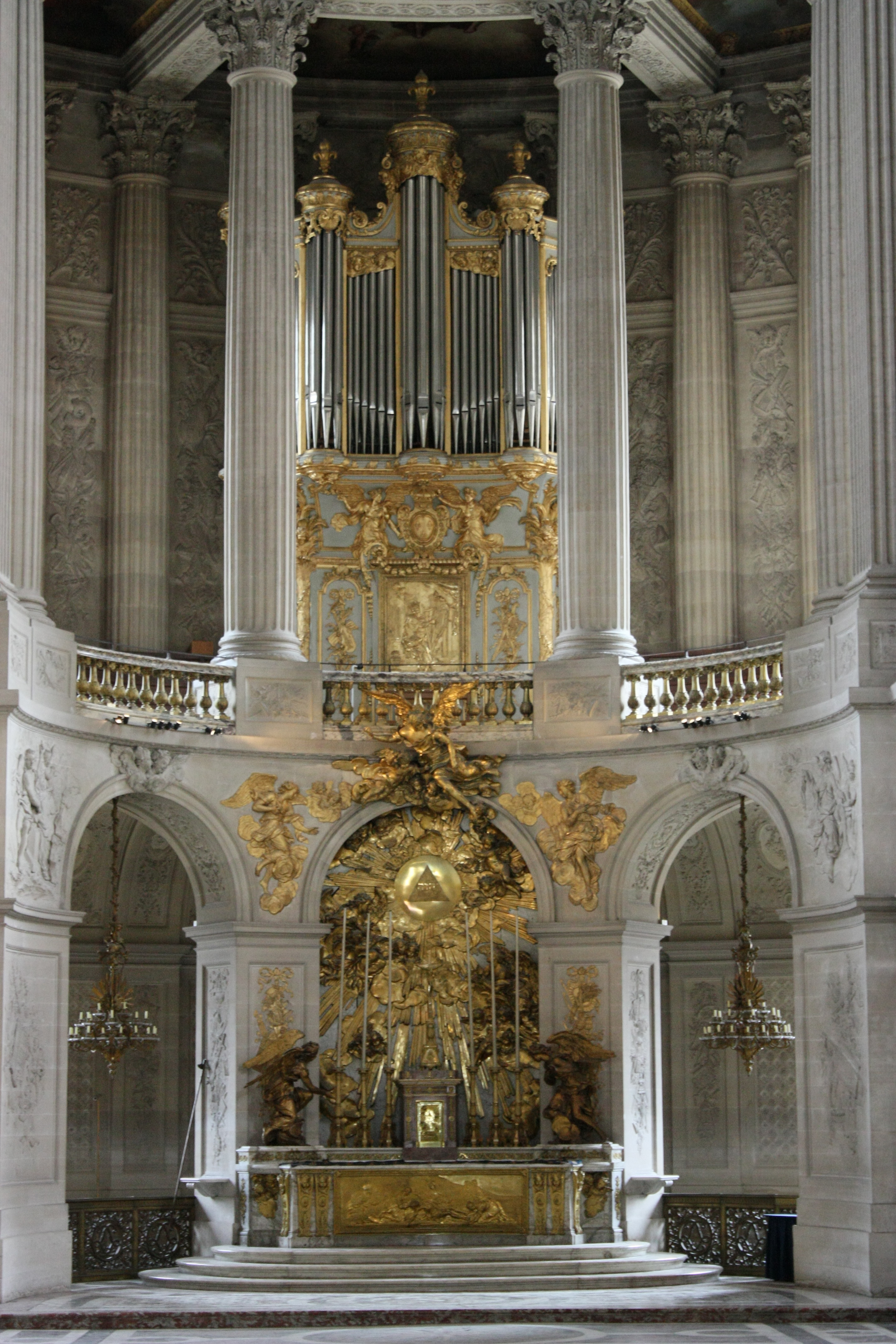
El órgano de la capilla real.

El órgano de la quinta capilla de Versalles fue construido por Robert Clicquot y Julien Tribuot en 1709-1710. Su primera presentación oficial tomó lugar en Pentecost, 8 de junio de 1710; el organista fue Jean-Baptiste Buterne.

##### Discografía
1. Du Roy-Soleil à la Révolution, l’orgue de la Chapelle royale de Versailles / From the Sun King to the Revolution, the organ of the Royal Chapel of Versailles. Marina Tchebourkina at the Great Organ of the Royal Chapel of the Palace of Versailles. — 2004. (EAN 13 : 3760075340032)
2. Louis Claude Daquin, l’œuvre intégrale pour orgue / Louis Claude Daquin, Complete organ works. Marina Tchebourkina at the Great Organ of the Royal Chapel of the Palace of Versailles. — 2004. (EAN 13 : 3760075340049)
3. Louis Marchand, l’œuvre intégrale pour orgue / Louis Marchand, Complete organ works. Marina Tchebourkina at the Great Organ of the Royal Chapel of the Palace of Versailles. 2 CD set. — 2005. (EAN 13 : 3760075340056)
4. François Couperin, l’œuvre intégrale pour orgue / François Couperin, Complete organ works. Marina Tchebourkina at the Great Organ of the Royal Chapel of the Palace of Versailles. 2 CD set. — 2005. (EAN 13 : 3760075340063)